# Moskvarium
Il Moskvarium (in russo Центр Океанографии и морской биологии "Москвариум"?, Centro di Oceanografia e biologia marina "Moskvarium") è un oceanario situato sul sito dell'Esposizione delle conquiste dell'economia nazionale (VDNCh) di Mosca. 

## Descrizione
L'oceanario è stato costruito nell'ambito della riqualificazione capitale della VDNCh. I lavori di costruzione della struttura sono iniziati nel 2013 e sono terminati due anni dopo: nell'agosto del 2015 il sindaco della capitale russa Sergej Sobjanin e il Presidente della Federazione russa Vladimir Putin hanno inaugurato quello che è oggi il più grande oceanario d'Europa.
Il Moskvarium ha più di 12 000 esemplari di animali marini, che abitano in 80 vasche contenenti in totale 25 000 000 litri di acqua salata. Alcune specie dell'oceanario sono le orche, i delfini, i beluga, i trichechi, i leoni marini sudamericani, le puse sibiriche, gli squali, i polipi, le stelle marine, le pastinache, le murene, le attinie, i coralli, le meduse, gli ippocampi, i coccodrilli, le tartarughe e i crostacei.
L'Oceanario Moskvarium all'interno delle 80 vasche ha delle speciali apparecchiature in grado di riprodurre il microclima delle specie. Per far funzionare il complesso si necessitano 700 tonnellate d'acqua salata provenienti dal Mare di Ochotsk dal Mar del Giappone.